# Villa Faucheur
Pour les articles homonymes, voir Faucheur.
La villa Faucheur est une voie privée du 20e arrondissement de Paris située dans le quartier de Belleville.

## Situation et accès
Accessible à partir de la rue des Envierges, elle est constituée historiquement de deux tronçons en forme de U et d'une sortie sur la rue Piat.
La villa est accessible à proximité par la ligne 11 du métro à la station Pyrénées.

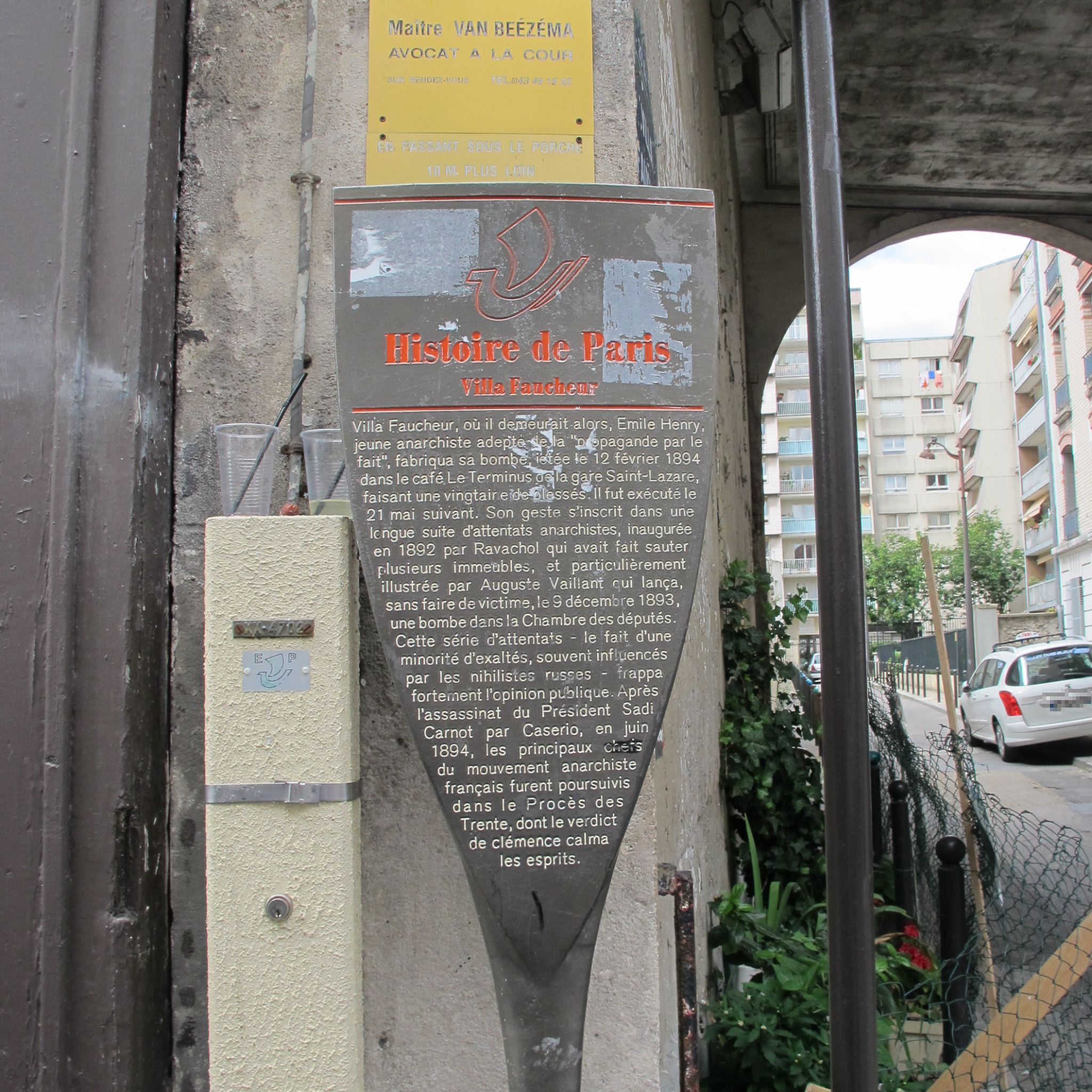
Panneau Histoire de Paris.

## Origine du nom
La villa tient son nom d'un propriétaire de terrains locaux, un certain monsieur Faucheur.

## Historique
À la fin du XIXe siècle, elle fut célèbre pour être le lieu où se fomentèrent de nombreux attentats anarchistes dans la mouvance de Ravachol, dont ceux d'Émile Henry qui habitait la villa où il confectionna la bombe qu'il lança sur le Café Terminus de la gare Saint-Lazare le 12 février 1894, qui fit un mort et une vingtaine de blessés.
Par tradition, la villa Faucheur était surtout une villa de petits artisans (l'Atelier Le Tallec y fut fondé vers 1905 et y resta jusqu'en 1978,) et de logements modestes d'ouvriers souvent émigrés,. Durant la Seconde Guerre mondiale, quelques résistants du groupe Piat dont Louis Godefroy y vécurent, puis la famille du haut fonctionnaire Aquilino Morelle.
Cette voie est ouverte à la circulation publique par un arrêté du 9 octobre 1967, avant que d'importants travaux à la fin des années 1970 en modifient la configuration.
En 1978, la villa a été totalement réaménagée et restructurée afin de créer des logements Sonacotra et une école primaire. Ceci entraîna la dissociation des deux tronçons constituant historiquement la villa et la perte de sa connexion avec la rue Piat.

## Bâtiments remarquables et lieux de mémoire
En 2008, le film Comme les autres de Vincent Garenq est en partie tourné à la villa Faucheur, rue des Envierges et dans le quartier de Belleville.
En 2024, la série live-action Cat's Eyes de TF1 est en partie tournée à la villa Faucheur. C’est ici que l’appartement des 3 sœurs est situé, le café Cat’s Eyes, ouvert dans le dernier épisode étant situé à proximité.